# Veliko Trnjane
Veliko Trnjane (en serbe cyrillique : Велико Трњане) est un village de Serbie situé sur le territoire de la Ville de Leskovac, district de Jablanica. Au recensement de 2011, il comptait 907 habitants.

## Histoire

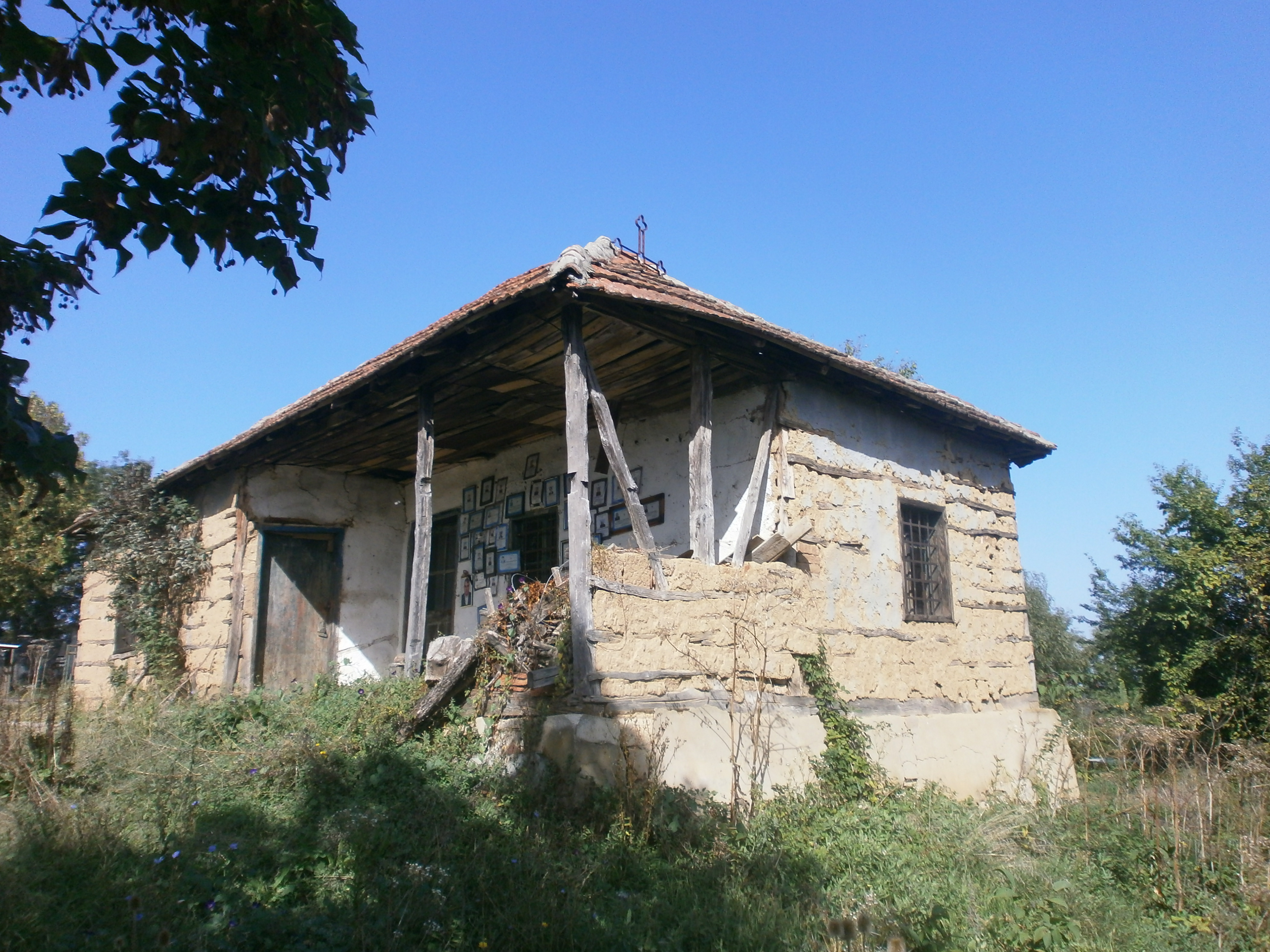
L'église de la Dormition-de-la-Mère-de-Dieu de Veliko Trnjane

## Démographie

### Évolution historique de la population
| 1948 | 1953  | 1961  | 1971  | 1981  | 1991  | 2002  | 2011 |
| ---- | ----- | ----- | ----- | ----- | ----- | ----- | ---- |
| 954  | 1 040 | 1 027 | 1 078 | 1 126 | 1 095 | 1 013 | 907  |

|  |